# قلعة باديرني
قلعة بادرني (البرتغالية: Castelo de Paderne) هو حصن قديم يقع في الرعية المدنية لبادرن، في بلديّة ألبوفيرا، في الغرب البرتغالي. بنوه الأندلسيون أواخر القرن الثاني عشر، في منطقة تبلغ مساحتها حوالي 7.5 كيلومتر (4.7 ميل) في الداخل.
يقع المبنى على بعد 8.2 كيلومتر (5.1 ميل) من مدينة المنتجع ألبوفيرا، على طول منحنى نهر كوارتيرا. ويعتقد أنها واحدة من القلاع الأصلية التي تحمل درع العلم الوطني البرتغالي.

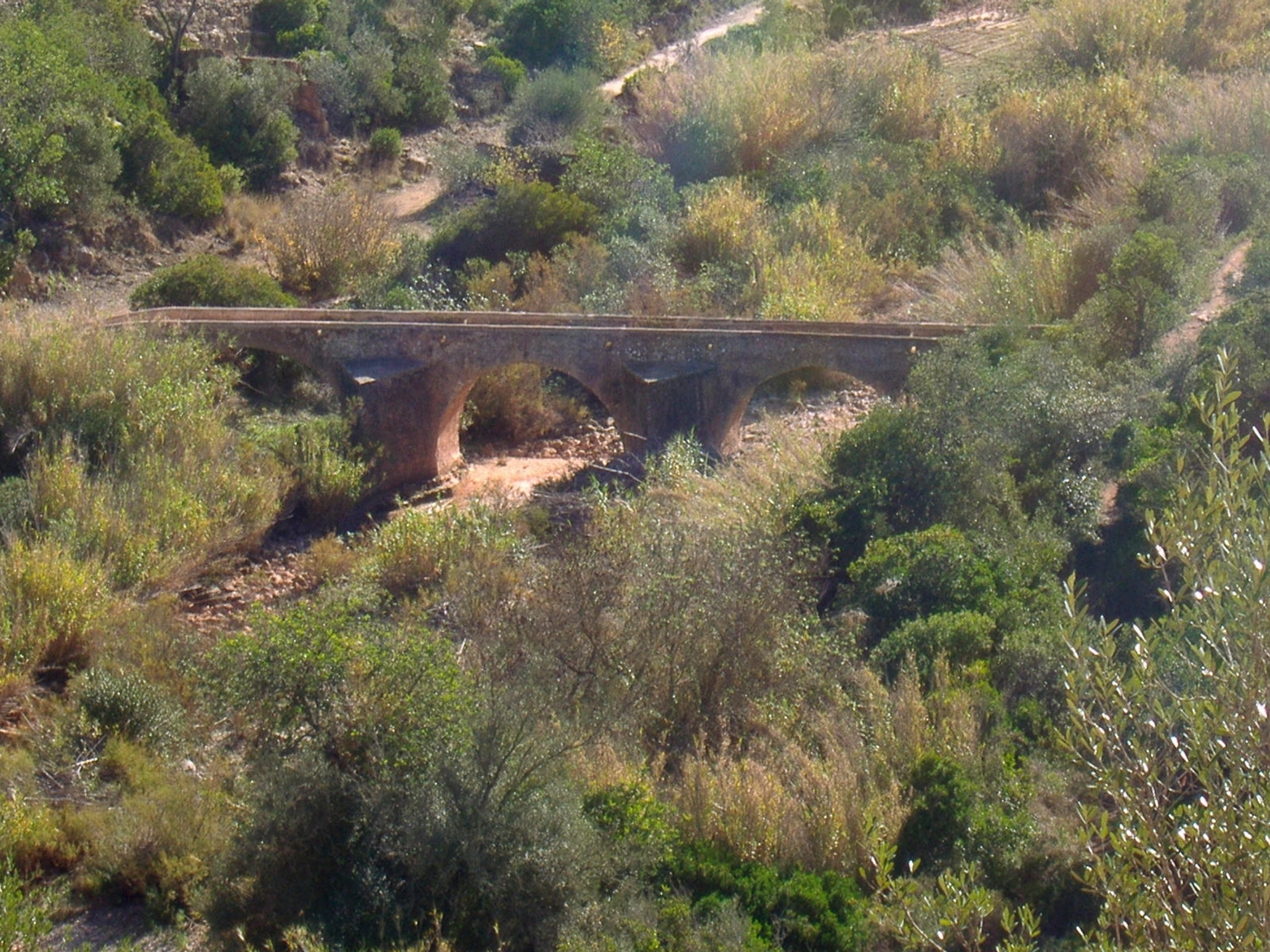
جسر بادرن (Ponte de Paderne)، بُني في العصور الوسطى ورُمم في عام 1771.

سيطرة الموحدين على شبه الجزيرة الأيبيرية، وهجمات مسيحية من الشمال

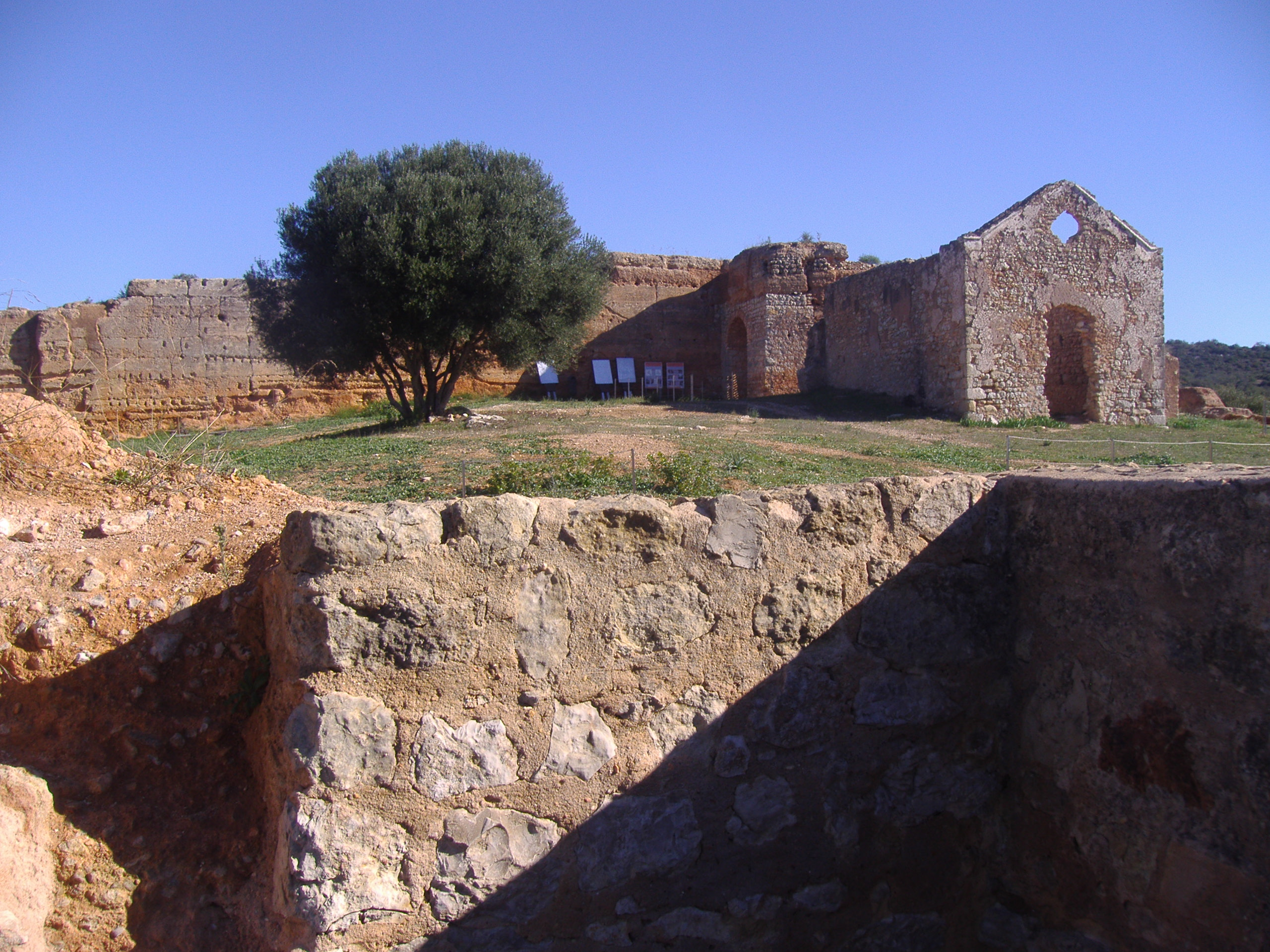
كنيسة نوسا سنهورا دو كاستيلو المدمرة

## العمارة

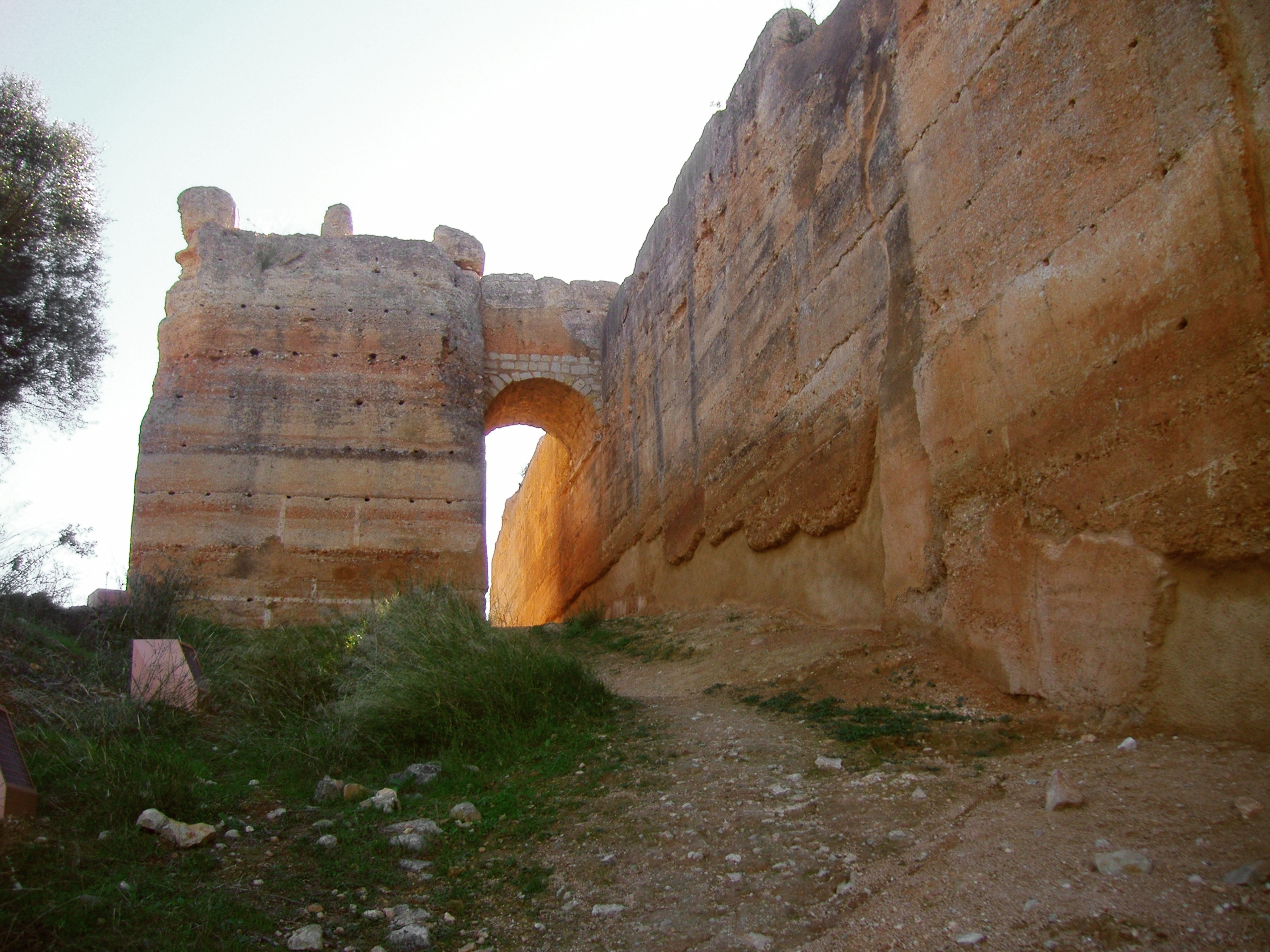
البرج/البوابة متصلان بالممر

تقع القلعة الريفية المعزولة على قمة تل مرتفع فوق وادٍ عميق، وتغطيها نباتات البحر الأبيض المتوسط وبساتين الزيتون وأشجار التين والخروب. تقع في منطقة مصنفة تحت تسمية ناتورا 2000، مع مسار للمشاة تحت إشراف معهد الحفاظ على الطبيعة.
القلعة عبارة عن مخطط شبه منحرف منتظم، تبلغ مساحته هكتارًا تقريبًا، محاطة بالأسوار، مع طريق يرتبط ببرج عبر جسر قوسي. في الداخل توجد بقايا كنيسة طولية، ولم يتبق منها سوى الجدران.

## معرض الصور

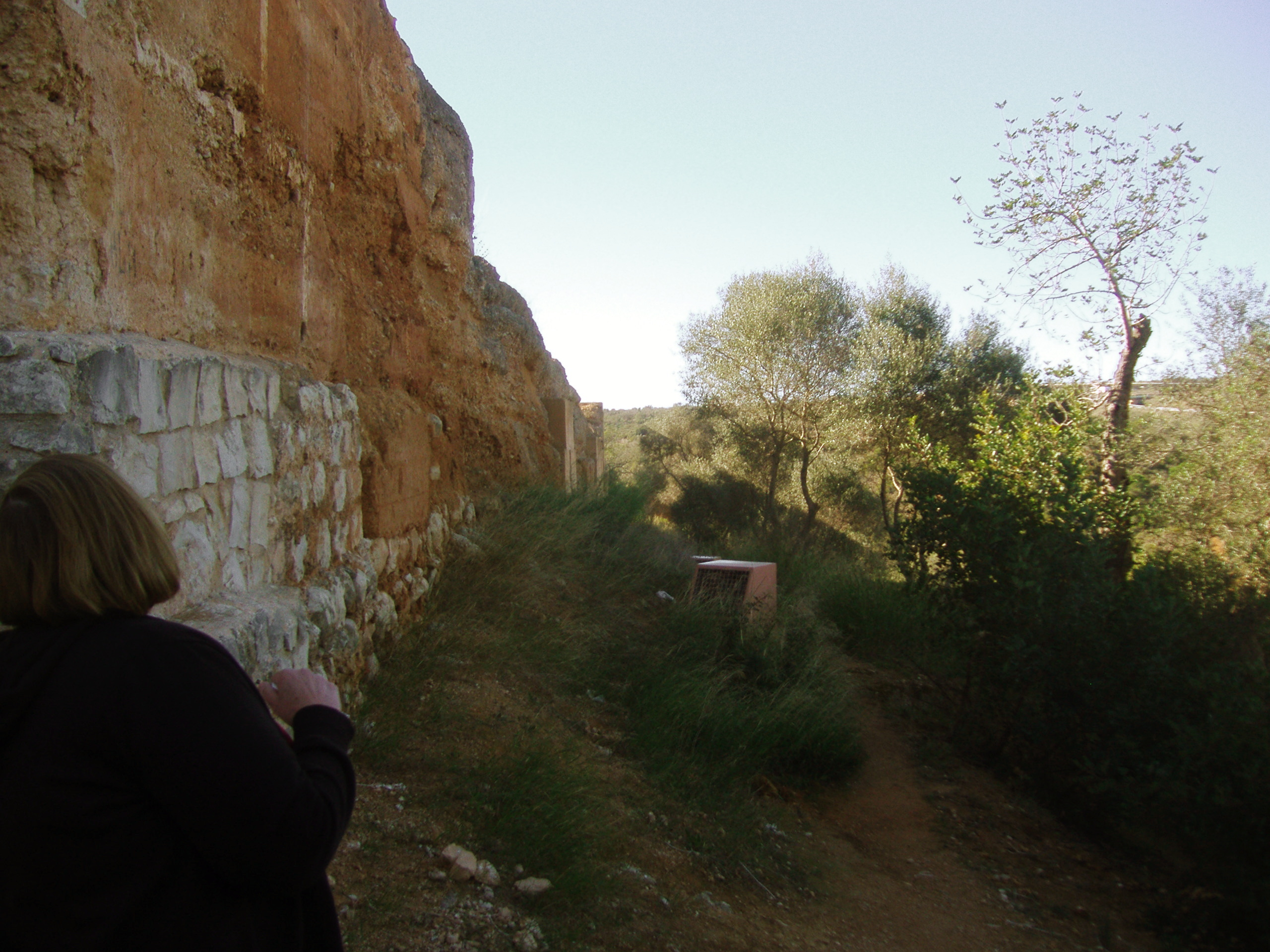
الجدار الشمالي
الجدار الجنوبي
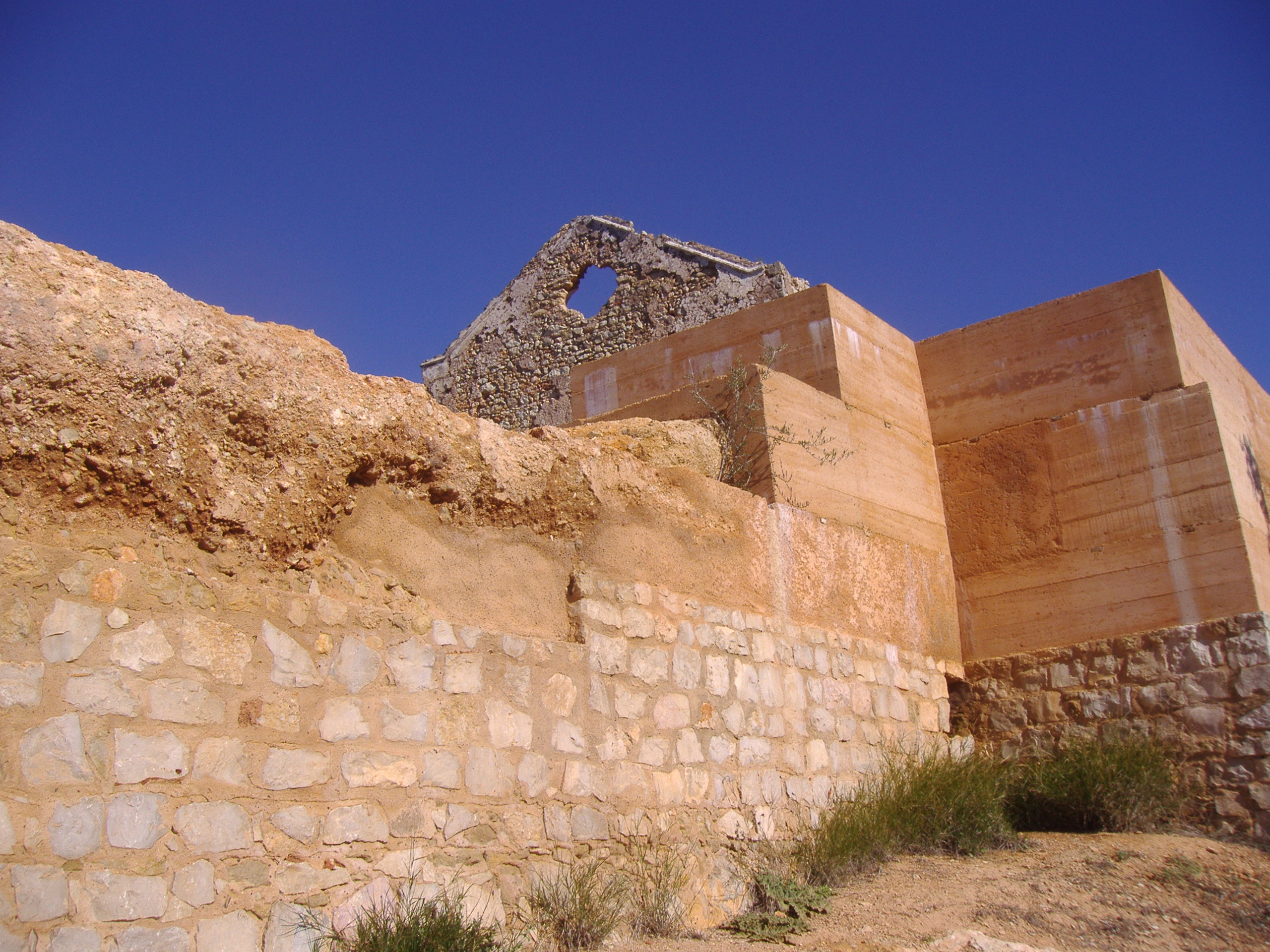
الجدار الجنوبي والقاعدة
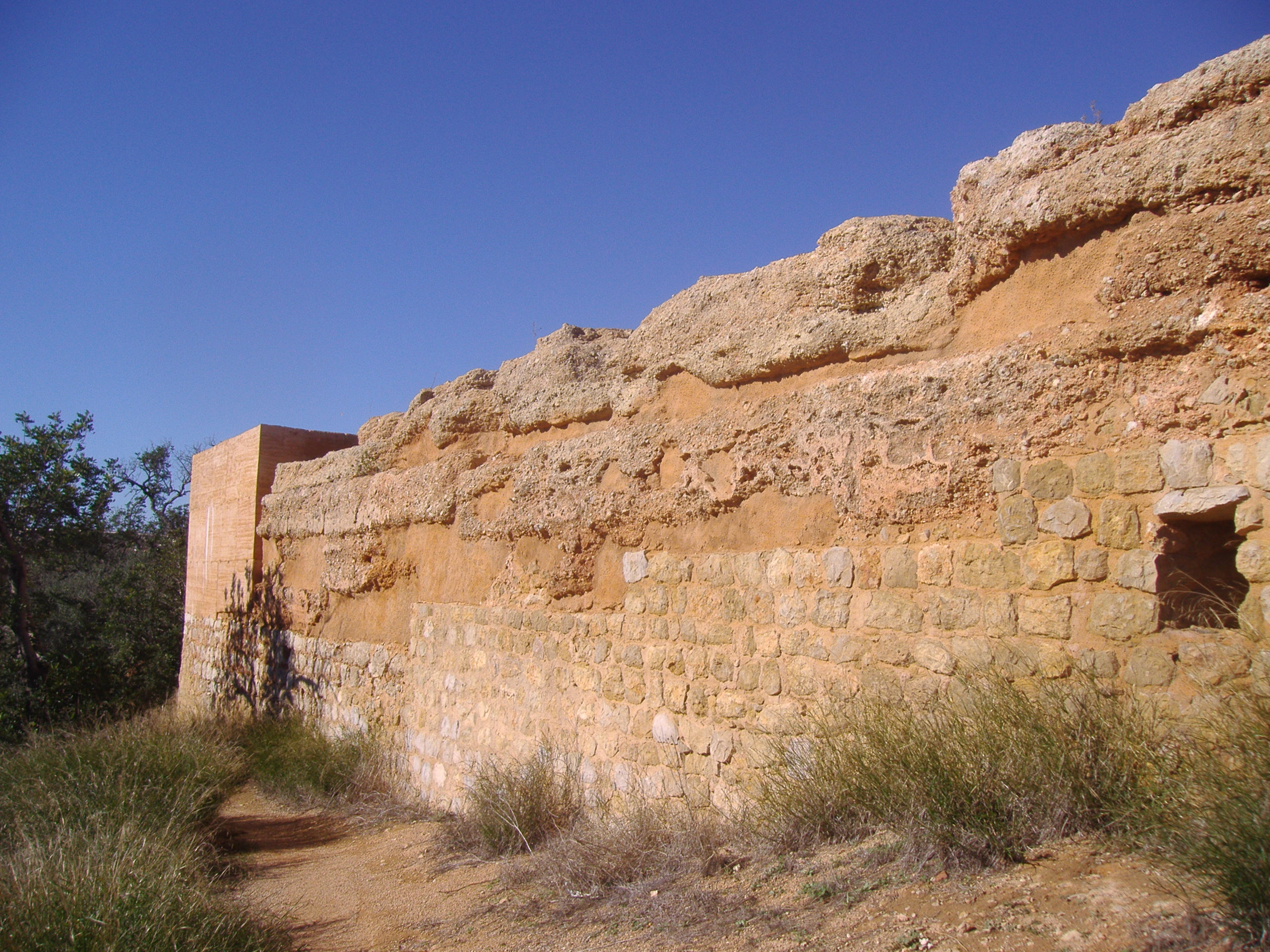
الزاوية الجنوبية الغربية
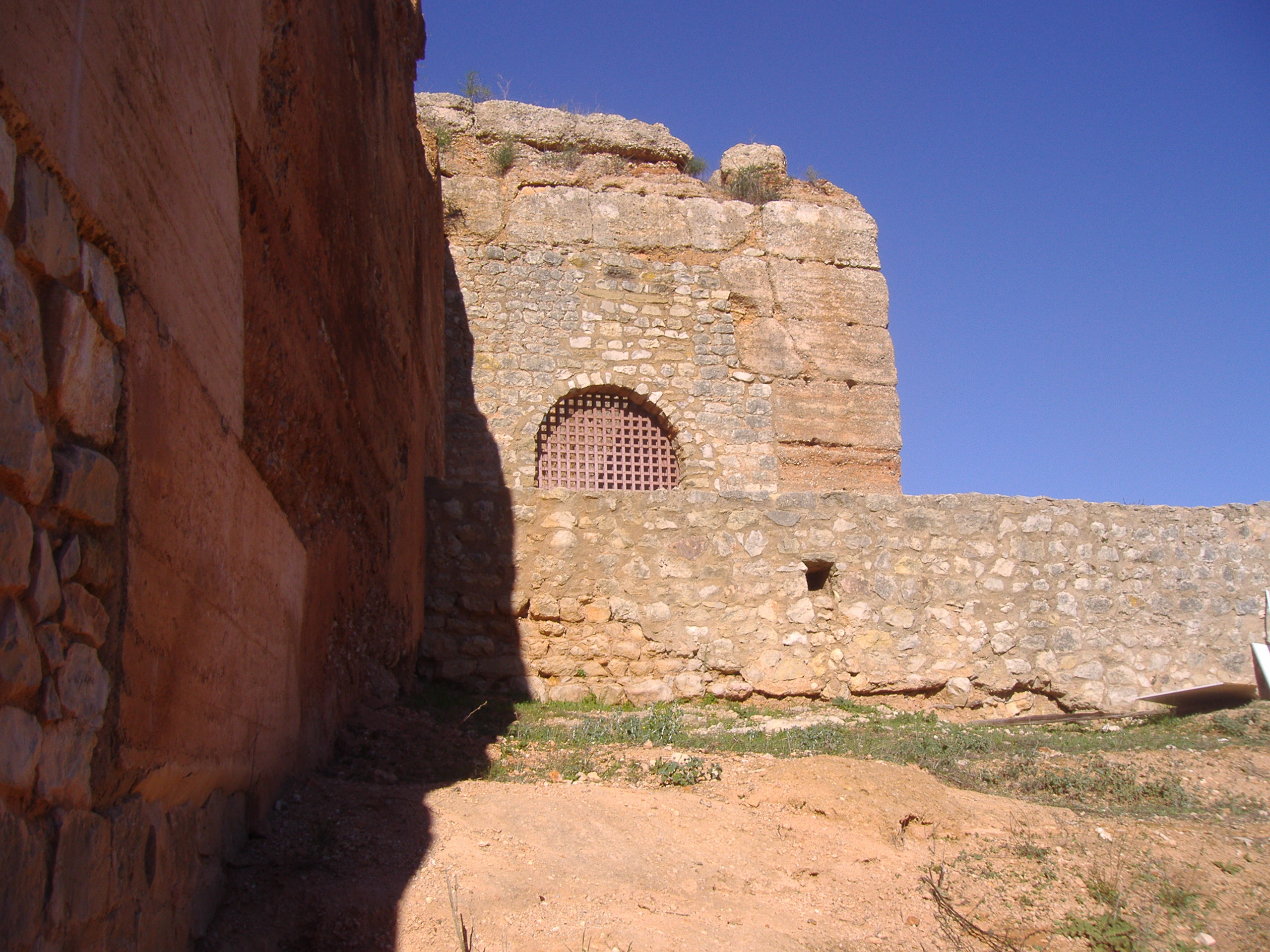
بوابة الدخول